# Szakony
Szakony è un comune di 501 abitanti situato nella contea di Győr-Moson-Sopron, nell'Ungheria nordoccidentale.